# Otero (Toledo)
Otero ist eine zentralspanische Gemeinde (municipio) in der Provinz Toledo der Autonomen Region Kastilien-La Mancha. 2024 hatte die Gemeinde 431 Einwohner. Die Gemeindefläche beträgt 29,57 km². 

## Lage
Otero liegt etwa 52 Kilometer westnordwestlich von Toledo und etwa 75 Kilometer südwestlich von Madrid in einer Höhe von ca. 465 m. Die Autovía A-5 durchschneidet die Gemeinde.

## Bevölkerungsentwicklung
| Jahr      | 1970 | 1981 | 1991 | 2001 | 2011 | 2021 |
| Einwohner | 281  | 203  | 243  | 191  | 381  | 310  |

## Sehenswürdigkeiten
- Kirche der Unbefleckten Empfängnis (Iglesia de la Purísima Concepción)
- Rathaus

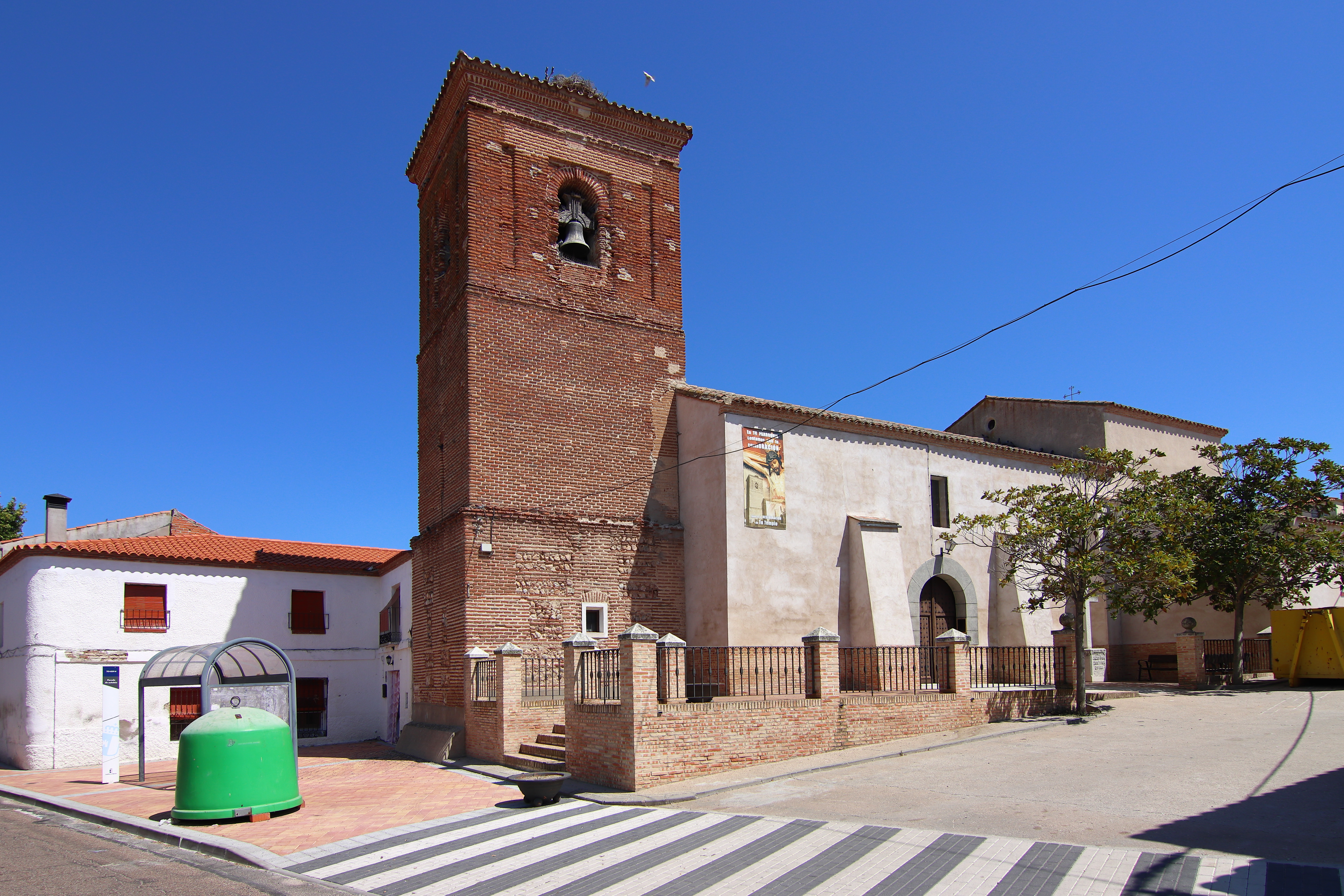
Kirche der Unbefleckten Empfängnis
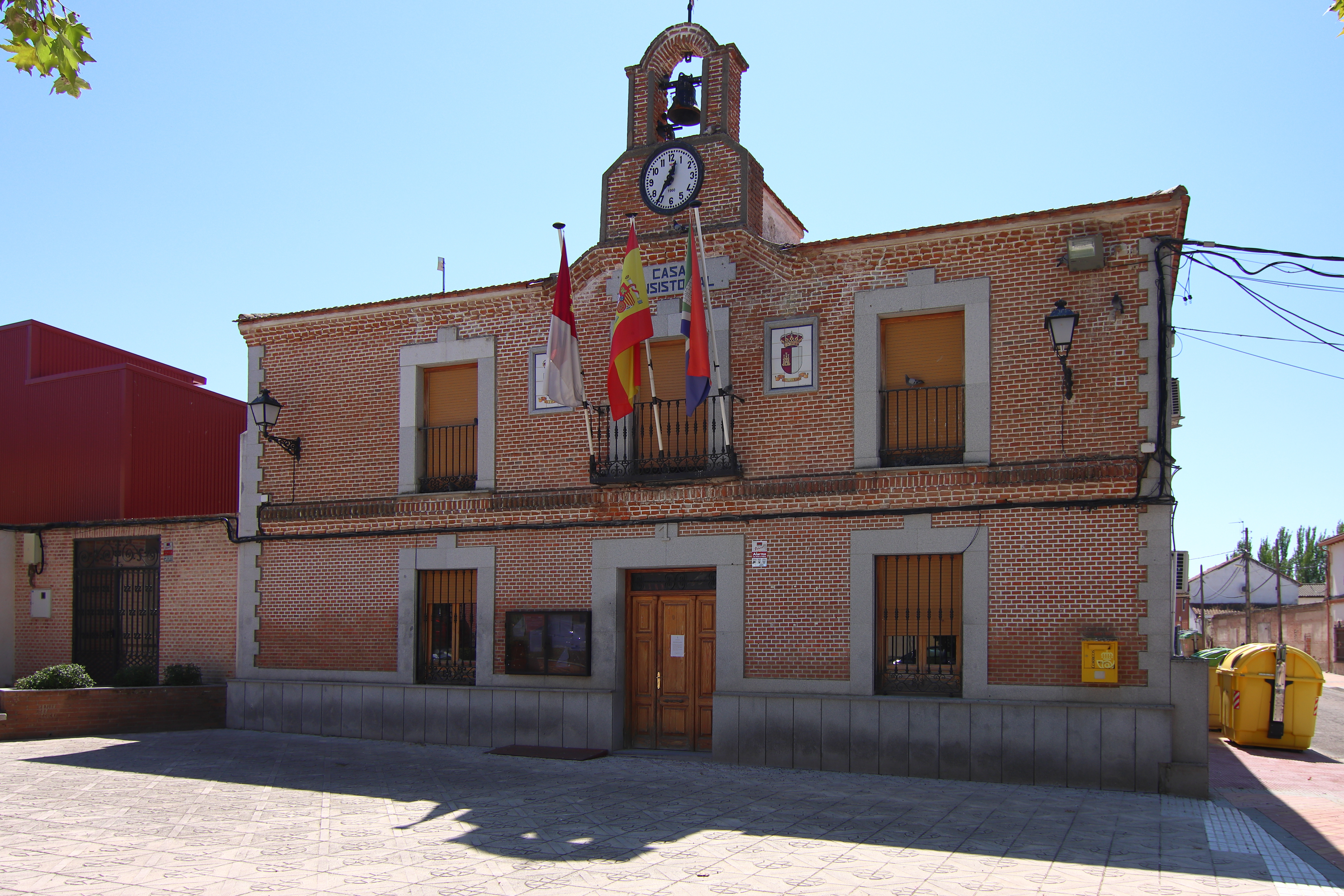
Rathaus